# Style-7
Style-7是中國女子偶像團體SNH48的一個針對時尚平台的小分队，成立於2015年10月31日，成员由每届SNH48年度风尚大赏的排名前七的成員組成，團員所屬的經紀公司均為上海絲芭文化傳媒集團有限公司。Style-7与7SENSES、HO2、BlueV合称SNH48 FAMILY GROUP。

## 概要
Style-7是SNH48于2015年成军的小分队。Style-7是一个以时尚为定位的，针对时尚平台的7人女子组合，由SNH48每届年度风尚大赏的排名前七的成員組成，目前已成功舉行了四届。Style-7会担任SNH48时尚潮流品牌「IDOL'S GENERATION」的代言人，并参与各类时尚活动。

## 經歷

### 2015年
10月31日，SNH48第一届年度风尚大赏于上海红坊举行，許佳琪、王璐、吳哲晗、曾艷芬、張語格、戴萌、邱欣怡七位成员進入前七名，成為SNH48第一届Style-7。

### 2016年
2月24日，Style-7首個专属时尚平面大片发布。9月30日，發佈首支單曲《我和我的祖国》MV。11月4日，专属时尚潮牌「IDOL'S GENERATION」服饰正式发布，同名品牌服饰将于11月5日在SNH48官方商城和SNH48的官方手機口袋48同步上架销售。11月5日，SNH48第二届年度风尚大赏于上海世博創意秀場举行，許佳琪、吳哲晗、戴萌、陸婷、王璐、孫珍妮、陳倩楠七位成员進入前七名，成為Style-7第二代的成員。

### 2017年
10月12日，吴哲晗、戴萌出席了「CHABER C+」品牌时装秀；同日，陸婷出席了「deepmoss」品牌時裝秀。10月13日，戴萌、孫珍妮出席了「Awaylee」品牌時裝秀；同日，吳哲晗、陸婷出席了「INXX」品牌時裝秀。10月15日，戴萌出席了「mu」品牌時裝秀。10月16日，戴萌、孙珍妮出席了上海时装周「潮」论坛红毯现场。11月10日，代言「朵唯手机」。11月18日，SNH48 Group第三届年度风尚大赏于上海国际时尚中心，戴萌、許佳琪、陳倩楠、李宇琪、吳哲晗、錢蓓婷、張丹三七位成员進入前七名，成為Style-7第三代的成員。

### 2018年
1月6日，Style-7第二届年度风尚大赏TOP3成员许佳琪、吴哲晗、戴萌赴英国出席倫敦時裝週，并受邀参与了「D.GNAK」和「Bobby Abley」两个品牌的大秀。2月2日，參加於梅賽德斯-奔馳文化中心舉辦「SNH48 FAMILY GROUP暨SNH48出道五周年纪念演唱会」。3月27日，钱蓓婷出席了上海时装周「TOP100外滩时尚盛典」。5月，许佳琪作为SNH48第二届年度风尚大赏第一名登上5月号刊《米娜mina》杂志双封面。10月16日，吴哲晗、张丹三、張語格、何曉玉、林楠出席了「XUNRUO熏若」品牌时装秀。10月19日，戴萌、李宇琪、錢蓓婷出席了「QUEEN'S PALACE」品牌时装秀。10月14、21日，陈倩楠、张笑盈出席了「我是亚洲天使」活动。10月27日，SNH48 Group第四届年度风尚大赏于北京国家游泳中心举行，青鈺雯、陳美君、王詩蒙、林溪荷、林楠、閆明筠、高志嫻等七位成员进入前七名，成为Style-7第四代成员。12月，戴萌作为SNH48第三届年度风尚大赏第一名登上5月号刊《米娜mina》杂志双封面。

### 2019年
2月9日，Style-7第三届年度风尚大赏TOP3成员戴萌、许佳琪、陈倩楠受PONY中国和哈尔滨啤酒邀请赴美国出席纽约时装週。但由于陈倩楠签证面试未通过的原因，无法前往纽约时装周，而陈倩楠后续将有另行安排。5月20日，第三届和第四届年度风尚大赏TOP3成员联合新西兰航空举办「奇遇新旅程 SNH48×新西兰航空皇后镇“520”活动」。由于BEJ48陈美君因个人不可抗力因素无法飞赴新西兰，由SNH48吴哲晗替代参与活动。

## 成員

### 第四代
| 姓名   | 出生日期      | 出身地   | 所屬團體                       |
| ------ | ------------- | -------- | ------------------------------ |
| 青钰雯 | 1997年1月18日 | 四川南充 | BEJ48 Team B                   |
| 陈美君 | 1994年1月15日 | 广东广州 | BEJ48 Team B                   |
| 王诗蒙 | 1995年11月1日 | 辽宁沈阳 | SHY48 Team SIII→SNH48 Team NII |
| 林溪荷 | 1998年6月20日 | 云南红河 | BEJ48 Team B                   |
| 林楠   | 1994年6月23日 | 广东汕头 | SNH48 Team HII                 |
| 闫明筠 | 1998年2月11日 | 河南郑州 | BEJ48 Team B                   |
| 高志娴 | 1998年10月1日 | 浙江宁波 | SHY48 Team HIII→IDOLS Ft       |

### 第三代
- 以粗体标示的成员以「Style-7」名义进行活动，未以粗体标示的成员以「Focus-16」名义进行活动。

| 姓名   | 出生日期       | 出身地       | 所屬團體        |
| ------ | -------------- | ------------ | --------------- |
| 戴萌   | 1993年2月8日   | 上海         | SNH48 Team SII  |
| 许佳琪 | 1995年8月27日  | 浙江台州     | SNH48 Team SII  |
| 陈倩楠 | 1998年3月19日  | 天津         | BEJ48 Team E    |
| 李宇琪 | 1993年2月26日  | 上海         | SNH48 Team SII  |
| 吴哲晗 | 1995年8月26日  | 浙江嘉兴     | SNH48 Team SII  |
| 钱蓓婷 | 1995年5月7日   | 上海         | SNH48 Team SII  |
| 张丹三 | 1995年4月28日  | 湖北武漢     | SNH48 Team X    |
| 張語格 | 1996年5月11日  | 黑龙江佳木斯 | SNH48 Team SII  |
| 張笑盈 | 1995年8月21日  | 四川達州     | BEJ48 Team E    |
| 菅瑞靜 | 3月7日         | 河北邢台     | SHY48 Team SIII |
| 何曉玉 | 1992年10月31日 | 湖北荊州     | SNH48 Team NII  |
| 林楠   | 1994年6月23日  | 廣東汕頭     | SNH48 Team HII  |
| 房蕾   | 1997年7月21日  | 山東日照     | BEJ48 Team J    |
| 陳韞凌 | 1997年12月13日 | 湖北武漢     | SNH48 Team XII  |
| 陳問言 | 1994年1月27日  | 廣東廣州     | SNH48 Team NII  |
| 韓家樂 | 1996年4月24日  | 湖南常德     | SHY48 Team SIII |

### 第二代
| 姓名   | 出生日期       | 出身地   | 所屬團體       |
| ------ | -------------- | -------- | -------------- |
| 許佳琪 | 1995年8月27日  | 浙江台州 | SNH48 Team SII |
| 吳哲晗 | 1995年8月26日  | 浙江嘉兴 | SNH48 Team SII |
| 戴萌   | 1993年2月8日   | 上海     | SNH48 Team SII |
| 陸婷   | 1992年12月18日 | 上海     | SNH48 Team NII |
| 王璐   | 1996年5月20日  | 河南     | SNH48 Team HII |
| 孫珍妮 | 2000年5月5日   | 上海     | SNH48 Team HII |
| 陳倩楠 | 1998年3月19日  | 天津     | BEJ48 Team E   |

### 第一代
| 姓名   | 出生日期      | 出身地       | 所屬團體       |
| ------ | ------------- | ------------ | -------------- |
| 許佳琪 | 1995年8月27日 | 浙江台州     | SNH48 Team SII |
| 王璐   | 1996年5月20日 | 河南         | SNH48 Team HII |
| 吳哲晗 | 1995年8月26日 | 浙江嘉兴     | SNH48 Team SII |
| 曾艷芬 | 1991年1月30日 | 广东韶关     | SNH48 Team NII |
| 張語格 | 1996年5月11日 | 黑龙江佳木斯 | SNH48 Team SII |
| 戴萌   | 1993年2月8日  | 上海         | SNH48 Team SII |
| 邱欣怡 | 1997年1月11日 | 台湾台北     | SNH48 Team SII |

## 發行作品

### 單曲
| 张 | 發行日        | 标题             | 备注 |
| -- | ------------- | ---------------- | ---- |
| 1  | 2016年9月30日 | 《我和我的祖国》 |      |

## 演唱会
| 名稱                                          | 日期   | 地點                      | 備註                                                                     |
| --------------------------------------------- | ------ | ------------------------- | ------------------------------------------------------------------------ |
| 2018年                                        |        |                           |                                                                          |
| SNH48 FAMILY GROUP暨SNH48出道五周年纪念演唱会 | 2月2日 | 上海梅賽德斯-奔驰文化中心 | 咪咕音乐直播 騰訊視頻直播 梨视频直播 百视通直播 今日头条直播 YouTube直播 |

## 「IDOL'S GENERATION」
「IDOL'S GENERATION」是SNH48专属时尚潮牌，其品牌将由意大利著名时装设计师、创意总监、造型师Alessandra Carta和罗马最活跃的时装制作人之一Cristiano Giovagnoli担纲制作人。

## 外部連結
- SNH48官方網站（页面存档备份，存于）